# Feuquières-en-Vimeu
Feuquières-en-Vimeu là một xã ở tỉnh Somme, vùng Hauts-de-France, Pháp.

## Địa lý
Thị trấn này tọa lạc trên đường D229 và đường D48 junction, khoảng 12 dặm Anh về phía tây nam của Abbeville.

## Dân số
| 1906                                                           | 1921 | 1936 | 1962 | 1968 | 1975 | 1982 | 1990 | 1999 |
| -------------------------------------------------------------- | ---- | ---- | ---- | ---- | ---- | ---- | ---- | ---- |
| 1862                                                           | 1952 | 1983 | 2082 | 2249 | 2617 | 2499 | 2428 | 2370 |
| Số liệu điều tra dân số từ năm 1962, dân số không tính hai lần |      |      |      |      |      |      |      |      |